# 華中鐵道
華中鐵道股份有限公司（日语：華中鉄道株式会社）二戰時日軍在華扶植的鐵路公司，負責華北地域的鐵道營運。1939年4月，由中華民國維新政府、中支振興會、其他日資公司等合資組成，總資本5000萬，總公司設於上海。1945年8月，日本戰敗投降後，被國民政府接收。

## 成立
同时期在中国占领区成立的華北交通公司和南满铁路公司（满铁）较为相似，因为许多员工都是从那里借调的。而与之相比，华中铁路公司更像是经营日本国家铁路系统的日本铁道省。这是因为华中铁路的起源是铁道省派遣的一支特殊的工程师部队，即山田部队，到上海附近的吴淞镇组装蒸汽机车。华中铁路公司建立后，铁道省又有许多人被派往中国。

## 路線
- 滬杭線(上海～杭州)
- 海杭支線(新龍華～南上海)
- 海南線(上海～南京)
- 浙贛線(杭州～金華)
- 武義線(金華～武義)
- 南寧線(南京～灣沚)
- 吴淞線(上海～砲台灣)
- 吴淞支線(上海～新興)
- 蘇嘉線(蘇州～嘉興)
- 淮南線(裕渓口～田家菴)
- 津浦幹線(徐州～浦口)，天津～徐州間则由華北交通公司负责[3]

## 列车
随着当地局势逐渐稳定，华中铁路公司开始运行一些高等级的列车，例如与華北交通公司贯通运行的车次。这其中的代表还有在上海和南京（海南线）之间运行的 "天马 "和 "飞龙 "特快列车，1942年（昭和17年）11月，它们在5小时20分钟内完成了311公里的路线，表定時速达到每小时58.31公里。

### 列車等級
華中鐵道除了一等、二等、三等車廂外，還有以貨車改裝為代用客車的「四等車廂」，供貧困農民和季節性工人搭乘。雖然四等車的乘坐品質性極差（甚至有雙層車輛），但因為票價極低而受到目標客層的歡迎。中國人如支付必要的車資和費用就可以搭乘一等車廂，但日本人則禁止搭乘四等車廂。

## 使用列车

### 机车
华中铁道公司成立后，由于国民政府撤退时销毁了所有的机车，所以机车和其他设备都很短缺。 因此，日本当局决定运送一批日本国内铁路使用的蒸汽机车到中国，这些机车的轨距被从窄轨（1067毫米）修改为了中国铁路所使用的标准轨（1435毫米）轨距。发往中国的机车有下列几种，其中9600型机车的數量最大，这是因为它们很容易被改造成标准轨距。1938年2月至1939年4月间，修改轨距后的251辆9600型蒸汽机车分为6次被送往中国大陆，配属華北交通公司和华中铁道公司，占日本铁道省所有9600型蒸汽机车数量之1/3。1950年后残存于中国大陆的9600型蒸汽机车统一改为“ㄙㄌ5型”，1959年改称为KD5型。此型机车由于牵引力较小，主要用于调车及短程运输用。部分KD5型蒸汽机车再度修改轨距为1000mm，并改称为KD55型，运用于窄轨之昆河铁路，一直运用至1980年代东方红21型柴油机车投入使用后，始遭停用废弃。
- 日本国铁9600型蒸汽机车
- 日本国铁C51型蒸汽机车
- 日本国铁D50型蒸汽机车

### 车辆
和机车一样，许多原先在该地区使用的客车和货车在华中铁道成立时都已被毁，因此总共有包括苏哈32型客车在内的126辆客车，在修改了轨距后被日本铁道省捐赠给了华中铁道公司。以下是捐赠的车辆名单。
- オシ27730形（3辆）
- ナロ20700形（8辆）
- ナハ22000形（35辆）
- ナハフ24000形（37辆）
- オニ26600形（5辆）
- スロ33形（9辆）
- スハ32形（22辆）
- スハフ32形（7辆）

### 內燃客車
10台Kiha40000和Kiha42000型柴油客車，用于郊区的使用。

## 铁路工厂
- 常州工厂：原戚墅堰机厂
- 浦镇工厂：原浦镇机厂

## 總裁
- 鄭洪年